# Fairview (hrabstwo Todd)
Fairview – jednostka osadnicza w Stanach Zjednoczonych, w stanie Kentucky, w hrabstwie Todd.